# Варданян, Эдуард Герасимович
Эдуа́рд Гера́симович (Григо́рьевич) Варданян (19 января 1934, Эривань — 1993) — советский футболист, нападающий, полузащитник.
Выступал за ереванские команды «Динамо» (1953), «Спартак» (1954—1960) и «Наири» (1961—1963). В чемпионате СССР в 1960 году провёл 23 матча.
Финалист Кубка СССР 1954 года.
Участник Спартакиады народов СССР 1956 года в составе сборной Армянской ССР.